# 쉐인 코페이
쉐인 코페이(Shane Coffey, 1987년 4월 ~ )는 미국의 배우, 영화배우, 텔레비전 배우이다.
로스앤젤레스에서 태어났다.

## 방송
- 더 오리지널
- 퍼셉션 시즌2
- 프리티 리틀 라이어스 3
- 프리티 리틀 라이어스 2
- 미국 십대의 비밀생활 시즌2

## 영화
- 더 웨이 유 룩 투나잇 (2018년)
- 호버 (2018년)
- 아쿠아리안즈 (2017년)
- 슈가 마운틴 (2016년)
- 오디션 (2014년) - 포 역